# Begraafplaats van Saint-Amand-les-Eaux
De Begraafplaats van Saint-Amand-les-Eaux (Frans: Cimetière central) is een gemeentelijke begraafplaats in de Franse stad Saint-Amand-les-Eaux in het Noorderdepartement. De begraafplaats ligt aan de noordoostrand van het stadscentrum en is de grote centrale begraafplaats van de gemeente. Louise de Bettignies, spionne voor de Britten tijdens de Eerste Wereldoorlog afkomstig uit Saint-Amand-les-Eaux, ligt er begraven.

## Brits oorlogsgraf
Op de begraafplaats bevindt zich een Brits oorlogsgraf uit de Eerste Wereldoorlog. Het graf is geïdentificeerd en wordt onderhouden door de Commonwealth War Graves Commission. In de CWGC-registers is de begraafplaats opgenomen als St. Amand-les-Eaux Communal Cemetery.